# Iuka (Mississippi)
La ville d'Iuka est le siège du comté de Tishomingo, situé dans l'État du Mississippi, aux États-Unis.